# Wideford Hill Cairn
Koordinaten: 58° 59′ 30,8″ N, 3° 1′ 48″ W
Der Wideford Hill Cairn liegt am Nordwesthang des über 225 m hohen namengebenden Hügels auf der Orkney-Insel Mainland in Schottland. Die Anlage liegt nicht weit vom Cuween Hill Cairn mit Blick auf die Bay of Firth. Es ist eine Megalithanlage des Maeshowe-Typs, die zwischen 3000 und 2500 v. Chr. entstand.

## Beschreibung
Der Name „Wideford“ leitet sich wahrscheinlich von dem altnordischen „Vide-Fjord“ ab, da sich der Hügel in der Nähe der Bay of Firth befindet, die auch als die Große bekannt ist.
Die Erbauer des Cairns errichteten am Hang eine Plattform, die sowohl als Steinbruch als auch als Bauebene für die Anlage diente. Da der deckende Erdhügel entfernt wurde, ist der äußere Steinmantel, im Gegensatz zu anderen Cairns der Orkney, sichtbar. Der Cairn besteht aus konzentrischen Ringen, die dreistufig das äußere Bild prägen.
Der Zugang zur Kammer erfolgt heute durch das Dach. Der einsturzgefährdete Originaleingang ist über fünf Meter lang und weniger als zwei Meter hoch und breit. Im Inneren des Cairns liegt die rechteckige nord-süd gerichtete Hauptkammer. Sie ist am Boden über 1,5 m breit und über drei Meter lang. Ihre Seitenwände kragen über, so dass sie in Kopfhöhe viel enger ist. Von der Hauptkammer zweigen im Norden, Osten und Süden geräumige Seitenzellen ab.
Bei der Ausgrabung im Jahr 1849 wurden Knochen von Rind, Pferd, Schwein, Schaf und Rotwild, jedoch keine menschlichen Überreste und keine Keramik gefunden. Das Fehlen von Überresten scheint darauf hinzudeuten, dass der Cairn ausgeräumt worden ist, bevor seine Nutzung endete. Die letzte rituelle Handlung rund um die Anlage bestand in ihrer absichtlichen Verfüllung und der Überhügelung mit Erde. Als der Cairn im Jahre 1849 geöffnet wurde, war die Hauptkammer voller Schutt, der über dem Niveau des Zugangs lag. Das scheint darauf hinzudeuten, dass die Kammer vom Dach her verfüllt wurde. Die nähere Untersuchung ergab eine schornsteinartige Struktur, die allein zu diesem Zweck gebaut worden sein könnte.